# Пролетарская улица (Оренбург)
Пролета́рская улица — улица и магистраль в Оренбурге.

## История
Она имела много названий. В пределах крепости первое её имя с 1744 года — Комисская, которое означало, что город закладывался Оренбургской комиссией ещё до образования губернии. С 70-х годов XVIII века она стала называться Почтовой улицей в честь почтовой конторы, находившейся на ней между современными Пушкинской и Ленинской улицами (в настоящее время это место составляет часть улицы). В 1878 году она получает название Перовской в память о Василии Алексеевиче Перовском — оренбургском военном губернаторе (1833—1843 гг.) и генерал-губернаторе (1851—1857 гг.), который вкладывался в развитие города и губернии. В 40-х годах XIX века участок от улицы Постникова до улицы Невельской получил название Воскресенской; в 1879 году участок от улицы Орской до улицы Шевченко получил название Бёрдинской. Своё современное название улица получила в 1926 году.

## Расположение
Имеет направление в основном с юга на север, начинается недалеко от улицы Максима Горького и заканчивается на перекрёстке с Сахалинской и Ноябрьской улицами. Протяжённость около 6,3 км.

## Застройка
Храмы:
- Храм Пимена Угрешского. Пролетарская улица, 290Б

Памятники:
- Кот учёный. Под старым дубом напротив Областного драматического театра имени Горького. Установлен в 2013 году.[3]

Памятники архитектуры:
- № 8 — Особняк. сер. XIX в.
- № 13а — Палата контрольная. Первый флигель. 1836—1838 гг.
- № 14 — Городская усадьба Тимофеева М. М. 1906—1907 гг.
- № 17 — Дом Тимашевых (дом военных губернаторов), здесь останавливался русский поэт Жуковский В. А. и бывал ученый-диалектолог Даль В. И. 1776 г.
- № 18 — Дом И. И. Евфимовского-Мировицкого. 3-я четверть XIX в.
- № 20 — Дом доходный. 1910-е гг.
- № 23 — Городская усадьба Волкова А. Я. 1912 г.
- № 25 — Дом купца А. С. Шошина. 2-я пол. XIX в.
- № 31а — Дом со службами А. Я. Балашова. 1906—1907 гг.
- № 32 — Особняк. начало XX в.
- № 33 — Дом торговый. 1900-е гг.
- № 35 — Особняк Е. Ф. Юдина. 1910-е гг.
- № 39 — Дом купца В. Н. Ладыгина. вторая половина XIX — начало XX вв.
- № 41 — Дом А. И. Савинича.
- № 44 — Дом жилой городской усадьбы Н. А. Бычковой. кон. XIX в.
- № 45 — Дом жилой городской усадьбы. 3-я четверть XIX в.
- № 50 — Дом купца П. Д. Андреева. 1904—1905 гг.
- № 51 — Особняк. начало XX в. Дом жилой городской усадьбы В. П. Бородина. 1900-е гг.
- № 53 — Дом жилой городской усадьбы В. П. Бородина. 1900-е гг.
- № 58 — Дом купчихи Е. В. Мазовой. 1879 г.

- № 59 — Типичная городская застройка.
- № 62 — Дом городской усадьбы. 1900-е гг.
- № 64 — Дом городской усадьбы. 1900-е гг.
- № 67 — Дом жилой городской усадьбы. Рубеж XIX—XX вв.
- № 72 — Дом жилой городской усадьбы. 1880-е гг.
- № 77 — Дом жилой городской усадьбы. Рубеж XIX—XX вв.
- № 80 — Особняк. Рубеж XIX—XX вв.
- № 89 — Особняк Хусаинова. 1918 г.
- № 91 — Дом жилой городской усадьбы А. Сергеева. кон. XIX — нач. XX вв.
- № 99 — Дом Ф. И. Абрюкина. 1906—1907 гг.
- № 154 — Дом городской усадьбы. 1900 г.

Здания культуры:
- Оренбургский областной драматический театр имени М. Горького.

## Транспорт
- Государственные маршруты: № 17, 30, 32, 33
- Троллейбус: № 4, 6;
- Маршрутное такси: № 17т, 27, 28, 33т, 39, 67